# Сальма бинт Абдалла
Сальма́ бинт Абдалла́ (араб. سلمى بنت عبد الله الثاني‎; род. 26 сентября 2000, Амман) — принцесса Иордании, младшая дочь короля Абдаллы II и королевы Рании. Младшая сестра кронпринца Хусейна. 
В январе 2020 года после окончания обучения стала первой в истории страны женщиной-лётчицей.

## Биография
Сальма бинт Абдалла родилась 26 сентября 2000 года в Аммане в семье короля Абдаллы II и королевы Рании.  У неё есть старший брат, кронпринц Хусейн (род. 1994), и старшая сестра, принцесса Иман (род. 1996), а также младший брат, принц Хашем (род. 2005).
В мае 2018 года принцесса получила среднее образование и окончила среднюю школу в Международной академии Аммана.
В ноябре 2018 года принцесса окончила Королевскую военную академию в Сандхерсте, которую окончили её отец, старший брат и ряд других родственников из династии Хашимитов.
В январе 2020 года Сальма бинт Абдалла окончила теоретическое и практическое обучение по программе подготовки летчиков в Вооруженных силах Иордании, став первой женщиной-лётчицей в истории страны.
В 2023 году Сальма бинт Абдалла окончила Университет Южной Калифорнии, получив степень бакалавра археологии.